# Nevada (Misuri)
Nevada es una ciudad ubicada en el condado de Vernon en el estado estadounidense de Misuri. En el Censo de 2010 tenía una población de 8386 habitantes y una densidad poblacional de 357,54 personas por km².
Es la ciudad natal del director de cine, ganador de dos premios Óscar, John Huston (1906-1987).

## Geografía
Nevada se encuentra ubicada en las coordenadas 37°50′42″N 94°20′59″O / 37.84500, -94.34972. Según la Oficina del Censo de los Estados Unidos, Nevada tiene una superficie total de 23.45 km², de la cual 23.26 km² corresponden a tierra firme y (0.85%) 0.2 km² es agua.

## Demografía
Según el censo de 2010, había 8386 personas residiendo en Nevada. La densidad de población era de 357,54 hab./km². De los 8386 habitantes, Nevada estaba compuesto por el 95.11% blancos, el 1.09% eran afroamericanos, el 0.8% eran amerindios, el 0.79% eran asiáticos, el 0.04% eran isleños del Pacífico, el 0.63% eran de otras razas y el 1.55% pertenecían a dos o más razas. Del total de la población, el 1.99% eran hispanos o latinos de cualquier raza.